# Нінсян
Нінсян (кит. спр. 宁乡市, піньїнь: Níngxiāng Shì) — місто-повіт в південнокитайській провінції Хунань, складова міста Чанша.

## Географія
Нінсян лежить на висоті близько 70 метрів над рівнем моря, на заході префектури.

### Клімат
Місто знаходиться у зоні, котра характеризується вологим субтропічним кліматом. Найтепліший місяць — липень із середньою температурою 28,9 °C. Найхолодніший місяць — січень, із середньою температурою 4,7 °С.
| Клімат Нінсяна          | Клімат Нінсяна | Клімат Нінсяна | Клімат Нінсяна | Клімат Нінсяна | Клімат Нінсяна | Клімат Нінсяна | Клімат Нінсяна | Клімат Нінсяна | Клімат Нінсяна | Клімат Нінсяна | Клімат Нінсяна | Клімат Нінсяна | Клімат Нінсяна |
| Показник                | Січ.           | Лют.           | Бер.           | Квіт.          | Трав.          | Черв.          | Лип.           | Серп.          | Вер.           | Жовт.          | Лист.          | Груд.          | Рік            |
| Середній максимум, °C   | 8,2            | 10,4           | 14,8           | 21,5           | 26,6           | 29,7           | 33,3           | 32,4           | 27,9           | 22,5           | 17             | 11,2           | 21,3           |
| Середня температура, °C | 4,7            | 6,9            | 10,9           | 17,2           | 22,1           | 25,5           | 28,9           | 28             | 23,5           | 18             | 12,4           | 7              | 17,1           |
| Середній мінімум, °C    | 2,1            | 4,3            | 7,9            | 13,9           | 18,6           | 22,4           | 25,5           | 24,8           | 20,3           | 14,8           | 9,1            | 3,9            | 14             |
| Норма опадів, мм        | 74.1           | 94.6           | 146.9          | 197.7          | 189.3          | 212.8          | 138.7          | 114            | 77.1           | 76.1           | 80.3           | 49             | 1450.6         |
| Вологість повітря, %    | 81             | 81             | 81             | 80             | 79             | 82             | 75             | 78             | 80             | 80             | 78             | 76             | 79.3           |
| ----------------------- | -------------- | -------------- | -------------- | -------------- | -------------- | -------------- | -------------- | -------------- | -------------- | -------------- | -------------- | -------------- | -------------- |
| Джерело: data.cma.cn    |                |                |                |                |                |                |                |                |                |                |                |                |                |